# 卡尔卡尔州
卡尔卡尔州是邦特蘭的一個州（在索马里的行政区划中，该地区仍属于巴里州），東臨印度洋，南面毗連努加爾州，西面與萨纳格州和索勒州接壤，人口接近350,000，首府卡尔多。居民主要依賴禽牧業和捕漁業維生。